# Thouarcé
Thouarcé é uma ex-comuna francesa na região administrativa da Pays de la Loire, no departamento de Maine-et-Loire. Estendeu-se por uma área de 18,74 km². Em 2010 a comuna tinha 5 854 habitantes (densidade: 312,4 hab./km²).
Em 1 de janeiro de 2016 foi fundida com as comunas de Champ-sur-Layon, Faveraye-Mâchelles, Faye-d'Anjou e Rablay-sur-Layon para a criação da nova comuna de Bellevigne-en-Layon.